# Salacia coronata
Salacia coronata är en nässeldjursart som först beskrevs av George James Allman 1874.  Salacia coronata ingår i släktet Salacia och familjen Sertulariidae. Inga underarter finns listade i Catalogue of Life.